# Johann Sebastian Bass
Johann Sebastian Bass (auch häufig als Akronym: JSB) war eine österreichische Band. Bekanntheit erlangte sie sowohl durch zahlreiche Liveauftritte als auch durch die Veröffentlichung von verschiedenen Tonträgern sowie Videos zu einigen ihrer Songs. Die im Jahr 2011 gegründete Band nahm 2015 an der nationalen Vorentscheidung Eurovision Song Contest – Wer singt für Österreich? teil und gelangte damit ins Rampenlicht einer breiteren Öffentlichkeit. Im November 2019 gab sie ihr Abschiedskonzert.

## Geschichte
Die Band wurde im Jahr 2011 gegründet. Sie bestand aus den Musikern Martin Schiske (Gesang, Talkbox, Synthesizer), Dominik Beyer (Synthesizer, Electrocembalo) und David (Schlagzeug, Samples), die unter den Pseudonymen Johann Martinus Bass, Johann Domenicus Bass und Johann Davidus Bass auftraten.
Im Jahr 2014 erschien der erste Longplayer der Band mit dem Titel Sugar Suite bei Vienna Wildstyle Recordings. Hier erschien 2012 auch ihre erste EP Cantata per una macchina, Opus 1 sowie 2014 die EP Voodoo.
Am 20. Februar 2015 nahm die Band mit der aus dem Album Sugar Suite stammenden Single Heart of Stone erfolgreich an der Audition bei „Eurovision Song Contest – Wer singt für Österreich?“ teil. Im Finale des Wettbewerbs am 13. März 2015 erreichte die Band mit dem Titel Absolutio, der in Zusammenarbeit mit I-Wolf entstanden war, den fünften Platz. Ihre Singles Heart of Stone und Absolutio sowie das Album Sugar Suite platzierten sich im März 2015 auch in den österreichischen Charts.
Die Band trat neben vielen weiteren Livekonzerten im März 2015 in einer erweiterten Formation bzw. als „JSB-Kammerorchester“ im Radiokulturhaus in Wien auf sowie im April 2015 als einer der Headliner beim Electric Spring Festival im Museumsquartier in Wien.
Im Februar 2018 erlitt Frontmann Martin Schiske einen Schlaganfall. In der Folge musste sich die Band auflösen. Im November 2019 gab sie ihr Abschiedskonzert.

## Musik und Symbolsprache

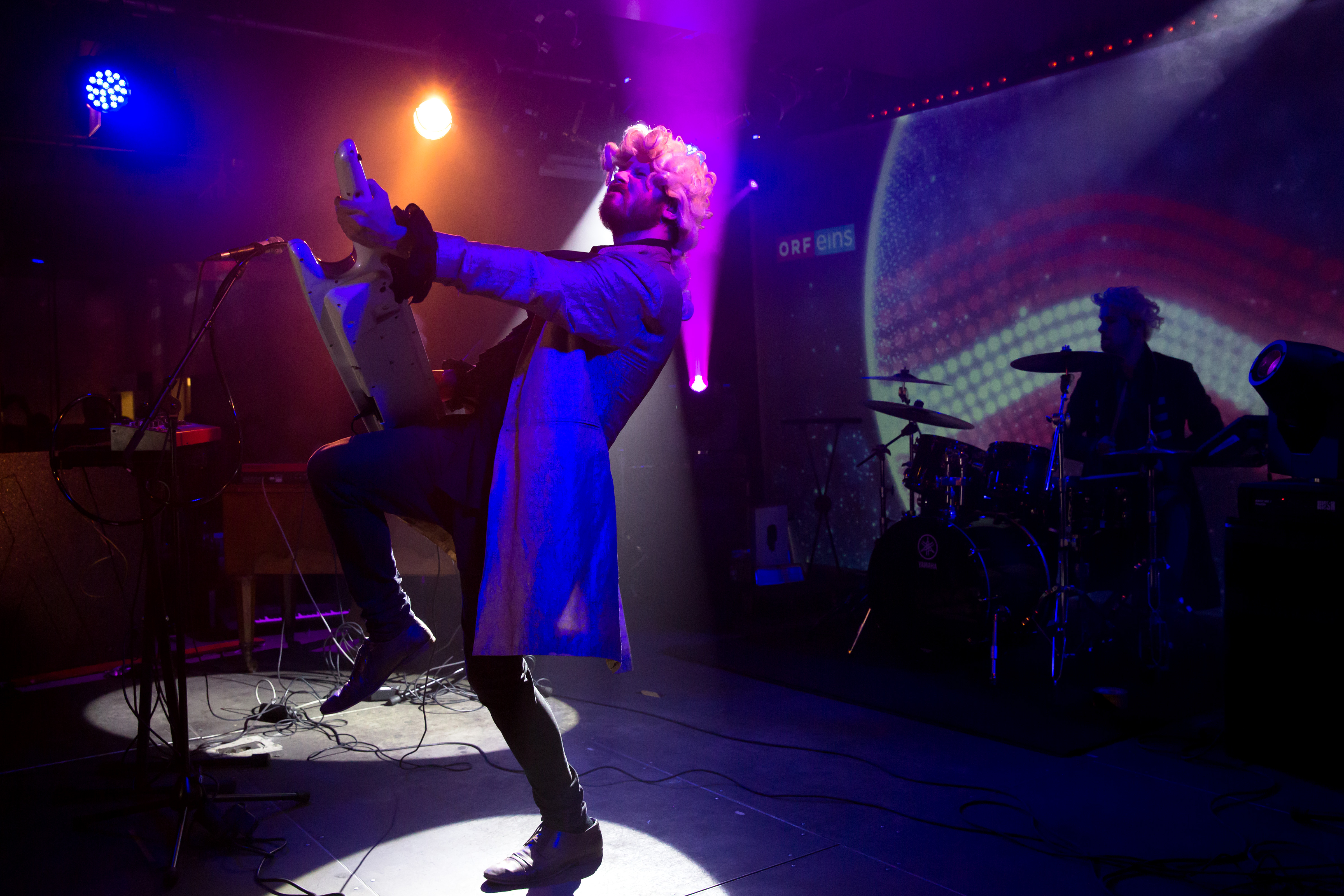
Johann Sebastian Bass

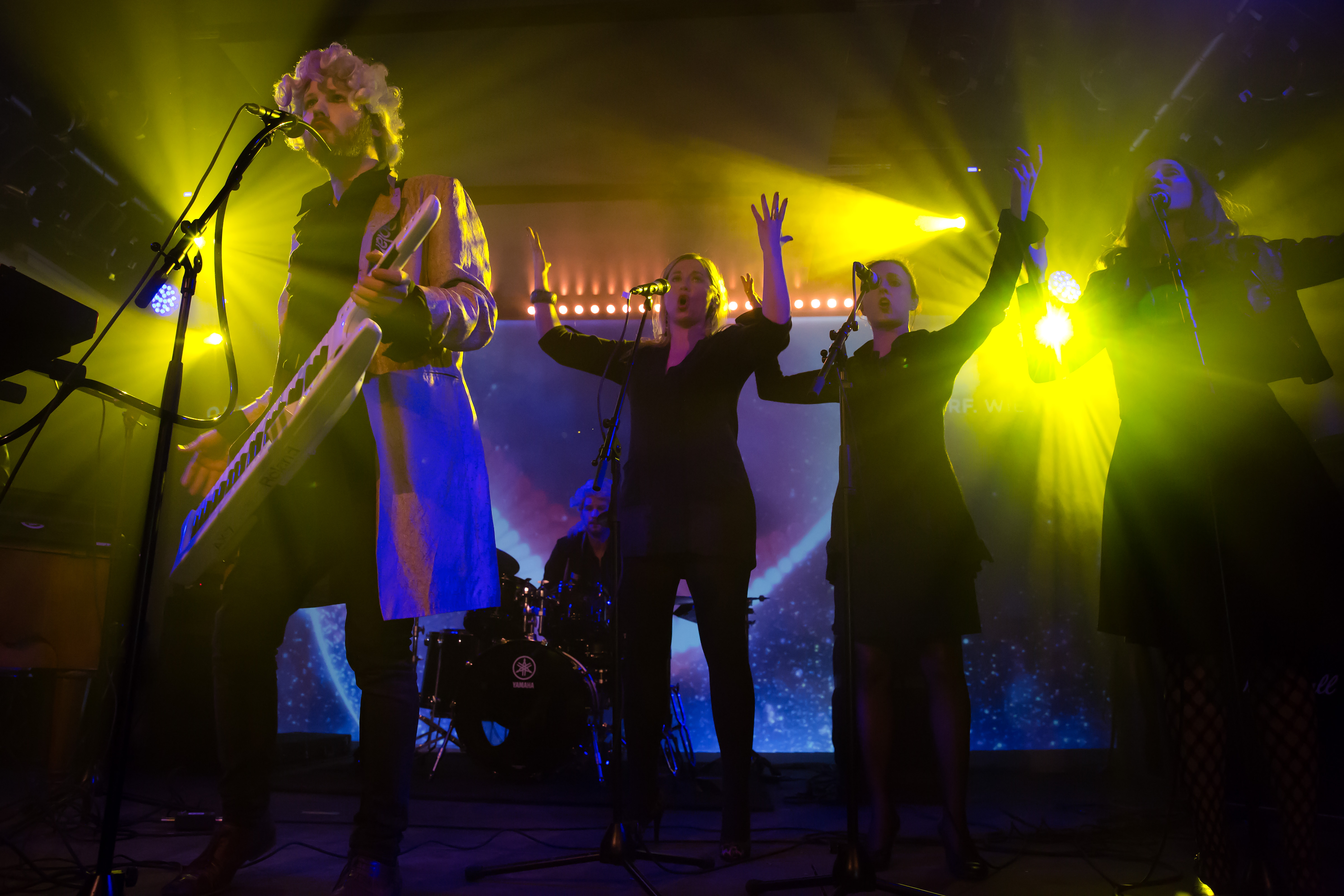
Johann Sebastian Bass

Als Künstlerkollektiv verbanden die drei Musiker Vergangenheit und Gegenwart, sowohl auf musikalischer und thematischer Ebene als auch ihr Erscheinungsbild betreffend. Auf der Bühne agierten die Bandmitglieder als Kunstfiguren und trugen Rokoko-Perücken, hell geschminkte Haut sowie prunkvolle Barockkostüme. Diesen Stil bezeichnete die Band selbst als „Elektrokoko“; enthalten sind hier Elemente von Dance, Pop und Funk. Den elektronischen Rhythmen der Band sind auch klassische Klänge beigemischt, die an die Zeit des Barock erinnern, in der Namensgeber Johann Sebastian Bach lebte.
Charakteristisch für die Band ist, dass elektronische Musik im Bandkontext gespielt wird, was sich auch am Einsatz der Talkbox von Johann Martinus Bass widerspiegelt. Der Einsatz einer Talkbox erfordert immer Livemusiker, bei Johann Sebastian Bass spielt Johann Martinus Bass mit dem Synthesizer durch die Talkbox und formt dabei Wörter, was den Klang letztendlich verändert. Auch der Vocoder kommt zum Einsatz und prägt neben der Talkbox den Sound der Band maßgeblich.
Kennzeichnend für den Musikstil bzw. das Gesamtkonzept der Band ist die Verwendung von Symbolen und Zitaten. Die Band entnahm musikalische Zitate aus der Zeit des Barocks und des Rokokos und ließ diese mit dem Technologiezeitalter verschmelzen. Melodien zum Beispiel von Johann Sebastian Bach oder Georg Friedrich Händel wurden in die elektronische Musik der Gegenwart mit ihren technischen Möglichkeiten eingebettet und damit neu interpretiert, Cembaloklänge wurden mit elektronischen Rhythmen verbunden. Zitate auf inhaltlicher Ebene gibt es etwa bei den Titeln Der Untergang oder Major Dom aus dem Album Sugar Suite. Beispiele für musikalische Zitate aus der Jetztzeit sind der Song Voodoo, der Assoziationen zu Prince weckt, und der der Einsatz der Talkbox mit einer Assoziation zu Daft Punk.
Als Markenzeichen der Band, neben dem Kürzel „JSB“, etablierten sich drei Pudel, die optisch auf die drei Bandmitglieder mit ihren barocken Perücken anspielten. Die Pudel sind auf dem Platten- bzw. CD-Cover von Sugar Suite zu sehen.

## Diskografie
Alben
- 2014: Sugar Suite
- 2016: Sugar Suite (Deluxe Edition)[13]

EPs
- 2012: Cantata per una macchina, Opus 1
- 2014: Voodoo
- 2016: Voodoo (Special Edition)[14]
- 2016: Dogma[15]

Singles
- 2012: Computer Lovin’
- 2014: Voodoo
- 2014: Bass
- 2014: Heart of Stone
- 2015: Absolutio
- 2015: Monsters
- 2016: Heavy Lipstick[16]
- 2016: Across The Ocean[17]